# Nessa Records
Nessa Records was een Amerikaans platenlabel voor jazz. Het werd in 1967 in Chicago opgericht door Chuck Nessa, die eerder voor Delmark een aantal platensessies had geproduceerd (waaronder van Roscoe Mitchell en Muhal Richard Abrams).
Tot 1984 bracht zijn label 24 platen uit, de meeste door hem geproduceerd. De albums waren van onder meer Lester Bowie, Art Ensemble of Chicago, Von Freeman, Warne Marsh, Wadada Leo Smith en Eddie Johnson. Ook bracht hij in licentie platen uit, van bijvoorbeeld Ben Webster, Lucky Thompson, Art Ensemble of Chicago en Charles Tyler. Enkele platen werden later in Europa op cd heruitgebracht.
Chuck Nessa begon in 1993 zelf ook met het op cd uitbrengen van materiaal, te beginnen met een belangrijke cd-box met de opnames van Art Ensemble of Chicago. Nessa werkte overigens ook samen met Uptown Records, waarbij hij onder meer meehielp met het uitbrengen van 78 toerenplaten van bassist Charles Mingus op cd.